# Domingo Ródenas de Moya
Domingo Ródenas de Moya (Cehegín, Murcia, 1963) es catedrático de Literatura Española en la Universidad Pompeu Fabra de Barcelona y crítico literario, especialista en la narrativa y el ensayo del siglo XX.

## Trayectoria
Tras sus estudios de hispánicas, Domingo Ródenas se dedica a la enseñanza. Actualmente es catedrático de Literatura Española en la Facultat d'Humanitats de la Universitat Pompeu Fabra de Barcelona. Fue director del Posgrado de Crítica Literaria en la Prensa del IDEC de la UPF, entre 2000 y 2005, y posteriormente Coordinador del Máster en Creación Literaria, entre 2009 y 2011. Ha sido visiting professor en la Universidad de Brown, en el curso académico 2010-2011. Es, por otro lado, crítico literario en El Periódico de Catalunya.
Ha estudiado literatura española contemporánea, la modernidad estética y la prosa de vanguardia, así como la teoría e historia del ensayo, sin olvidar la teoría de la novela.
Como especialista en las letras españolas del siglo XX, Ródenas es autor de las antologías Proceder a sabiendas. Antología de la narrativa de vanguardia española, 1923-1936 (1997), Prosa del 27 (2000), Contemporáneos (2003), y ha escrito ensayos notables: Los espejos del novelista (1998) y Travesías vanguardistas (2009), un libro donde recoge desde distintos ángulos ensayos suyos —desde 1994, con un trabajo sobre el cine y la narrativa nueva, hasta 2006—, sobre la prosa del llamado Arte Nuevo (1920-1936), la de Benjamín Jarnés, Juan Chabás, Mauricio Bacarisse, Mario Verdaguer o Antonio Marichalar.
Por otra parte, Ródenas ha coordinado la obra 100 escritores del siglo XX. Ámbito Hispánico y Ámbito Internacional (2008). Sus últimos libros, en colaboración con Jordi Gracia García, son El ensayo español del siglo XX (2009) y la Historia de la literatura española. 7. Derrota y restitución de la modernidad, 1939-2010 (2011).
Además, ha venido editando muchos clásicos del siglo XX, como Miguel de Unamuno (Abel Sánchez; Cómo se hace una novela; San Manuel Bueno), Azorín, Ramón Gómez de la Serna (El novelista), Antonio Marichalar, Benjamín Jarnés (Elogio de la impureza, Cervantes: bosquejo biográfico, Sobre la gracia artística, Obra crítica), Carmen Laforet (Nada), Miguel Delibes (Los santos inocentes) o la correspondencia entre el dramaturgo Antonio Buero Vallejo y el novelista Vicente Soto.
En 2023 ha publicado una extensa biografía sobre el crítico literario, escritor vanguardista y editor Guillermo de Torre: El orden del azar. Guillermo de Torre entre los Borges.

## Libros
- Proceder a sabiendas. Antología de la narrativa de vanguardia española, 1923-1936, Barcelona, Alba Editorial, 1997.
- Los espejos del novelista, Barcelona, Península, 1998, ensayo.
- Prosa del 27, Madrid, Espasa Calpe, 2000, antología.
- Contemporáneos, Madrid, Fundación Santander Central Hispano, 2003, antología.
- La crítica literaria en la prensa, Madrid, Mare Nostrum, 2003, editor.
- 100 escritores del siglo XX. Ámbito Hispánico y Ámbito Internacional, 2 vols., Barcelona, 2008, coord.
- El ensayo español del siglo XX, Barcelona, Crítica, 2009, con Jordi Gracia.
- Travesías vanguardistas. Ensayos sobre la prosa del Arte Nuevo, Madrid, Devenir, 2009, ensayo.
- Poéticas de las vanguardias históricas, Madrid, Mare Nostrum, 2007, antología y edición.
- Historia de la literatura española. 7. Derrota y restitución de la modernidad, 1939-2010, Barcelona, Crítica, 2011, con Jordi Gracia.
- Cartas boca arriba (Correspondencia entre Antonio Buero Vallejo y Vicente Soto, 1954-2000), Madrid, Fundación Santander, 2016.
- El orden del azar. Guillermo de Torre entre los Borges, Barcelona, Anagrama, 2023.